# سیارک ۵۶۷۸
سیارک ۵۶۷۸ (به انگلیسی: 5678 DuBridge، نامگذاری:1989TS) پنج هزار و ششصد و هفتاد و هشتمین سیارک کشف شده‌است که در ۱ اکتبر ۱۹۸۹ کشف شد.
قدر مطلق سیارک برابر ۱۲٫۹۰ است.